# 桐生市立梅田南小学校
桐生市立梅田南小学校（きりゅうしりつ うめだみなみしょうがっこう）は、群馬県桐生市梅田町二丁目にある公立小学校。

## 概要

### 所在地
- 群馬県桐生市梅田町二丁目179番地

### 学区
- 梅田町一丁目 - 五丁目[1]
- 菱町五丁目の一部[1]

## 沿革
- 1885年（明治18年）6月 - 山田第八小学校が開校する[2]。
- 1886年（明治19年）4月 - 第二百三学区山田第十四南尋常小学校と改称する[2]。
- 1887年（明治20年）4月 - 第二百三学区浅部尋常小学校と改称する[2]。
- 1889年（明治22年）4月 - 梅田尋常小学校と改称する[2]。
- 1892年（明治25年）10月 - 梅田第一尋常小学校と改称する[2]。
- 1902年（明治35年）4月 - 梅田高等尋常小学校と改称する[2]。
- 1941年（昭和16年）4月 - 梅田村立梅田南国民学校と改称する[2]。
- 1947年（昭和22年）4月 - 梅田村立梅田南小学校と改称する[2]。
- 1954年（昭和29年）10月 - 梅田村が桐生市へ編入合併する。桐生市立梅田南小学校となる[2]。
- 1967年（昭和42年）4月 - 梅田北小学校の閉校に伴い、梅田町4丁目の一部と梅田町5丁目の生徒が当校に移籍[2]。

## 学校周辺
- 桐生市立梅田中学校
- 桐生川
- 群馬県道・栃木県道66号桐生田沼線